# Nuestra Señora del Carmen Coronada (Cádiz)
Nuestra Señora del Carmen Coronada es una imagen de madera policromada que representa a la Santísima Virgen en su advocación del Monte Carmelo, que se venera en la Iglesia de Nuestra Señora del Carmen y Santa Teresa de Jesús de Cádiz. Es la titular de la Ilustrísima y Venerable Archicofradía Sacramental de Nuestra Madre y Señora del Carmen Coronada, Santa Teresa de Jesús y San Juan de la Cruz.

## Historia
A principios de siglo XVII se funda en la Iglesia del Convento de Santo Domingo de Cádiz la cofradía de Nuestra Señora del Carmen, constituida el 17 de enero de 1638 con carácter de Hermandad, como resultado de la iniciativa de unos devotos gaditanos y a la gestión del padre carmelita Fray Nicolás Naranjos, del convento de Carmelitas Calzados de Jerez de la Frontera (Cádiz). Los primeros pasos de la recién creada cofradía fue encargar una imagen de Nuestra Señora bajo la advocación del Monte Carmelo, que fue realizada por el escultor Jacinto Pimentel el mismo año.
Durante el tiempo que estivo la Cofradía en Santo Domingo, en número de devotos del Santo Escapulario aumentó considerablemente. Cuando en 1667 se inauguró el nuevo templo de Santo Domingo, la Cofradía del Carmen ya había adquirido en él una capilla en el crucero de la iglesia, en el lado de la epístola, donde se entronizó a la Virgen del Carmen. Sin embargo, con la llegada de los Carmelitas Descalzos a Cádiz en el siglo XVIII, que construyeron en 1743 una suntuosa iglesia dedicada a la Virgen del Carmen, la imagen fue trasladada al nuevo templo, el más alto monumento alzado en Cádiz a la gloria de Nuestra Señora. Los Carmelitas Descalzos hicieron las gestiones necerarias para que se trasladara la Hermandad del Carmen, junto a su imagen titular, a la nueva iglesia. Después de varios años de esfuerzo, finalmente la imagen se dirigió en solemne procesión en la tarde del 23 de marzo de 1761, acompañada por el Cabildo Catedral y el clero secular, todas las órdenes religiosas, así como la asístencia de un gran número de personas. Ya instalada en el nuevo templo, vino a ocupar el camarín central del inmenso retablo del altar mayor.
A partir de esta fecha, el culto a la Virgen del Carmen se incrementó notablemente en toda la ciudad. Los fieles acudían en masa a imponerse el Santo Escapulario e inscribirse en la cofradía, ofreciéndole a la Virgen gran cantidad de enseres, incluso casas y fincas, llegando a ser la Hermandad más abastecida de Cádiz. Era tal la devoción, que eran 24 sacerdotes carmelitas los que atendían al templo, llegando a funcionar hasta 17 confesionarios. Esta iglesia fue siempre predilecta de los gaditanos, siempre abierta al culto, aún después de la Ley de Desamortización y Exclaustración de los religiosos en 1835. Y si bien fue objeto de un incendio provocado en los disturbios de la guerra civil de 1936, muy pronto los gaditanos lograron restaurar la iglesia, pudiéndose celebrar en ella los cultos carmelitanos de 1938. La imagen de Nuestra Señora del Carmen, puesta a recaudo oportunamente, no sufrió ningún desacato ni deterioro.